# NIAGARA CM SPECIAL
『NIAGARA CM SPECIAL』（ナイアガラシーエムスペシャル）は、1995年3月24日に発売されたNIAGARA CM STARS名義による大滝詠一のコンピレーション・アルバム。

## 解説
大瀧詠一が1973年から1983年までの10年間に手掛けたCM作品を収録。
CMは商品および時代に大きく関係しているのが通常だが、大瀧の場合はCMを“自作の発表の場”として自由な音作りをしていた。その証拠の一つに、CM作品のほとんどを自らがミックス・ダウンを行うという、当時まだ少なかった試みをCM界において行った。特に「サイダー'73」から「サイダー'75」までの2年間は、大瀧のアルバム制作、および通常の作曲活動が皆無の時期で、プロデュース準備期間とCM活動のみだった。そのため、はっぴいえんど解散から“ナイアガラ・レーベル”スタートまでの2年間の音楽活動を知ってもらうことも、このアルバム制作の目的の一つだったという。
本作は1977年リリースの 『NIAGARA CM SPECIAL Vol.1』と、ナイアガラ・レーベルのCBSソニーへの移籍後の1981年にリリースされた『NIAGARA CM SPECIAL Vol.1 2nd Issue』をミックスした型での選曲という点は1983年リリースの『NIAGARA CM SPECIAL Special Issue』と同様だが、曲順・収録内容が異なっている。また、タイトルも“NIAGARA CM SPECIAL”になり、ジャケットが『Vol.1』と同じものなった。さらにCD表面が赤レーベルになり、大瀧本人によるナイアガラの歴史と共に詳細な曲目解説が付記されている。

## 収録曲
1. CM SPECIAL Theme  –  (0:09)
  - 作曲 / 大瀧詠一
  - 正しくは、大瀧の作曲ではなく、アメリカのトラディショナル・ソング「Midnight Special」の替え歌。
2. CIDER '73 （1973年2月）  –  (0:56)
作詞 / 伊藤アキラ 作曲 / 多羅尾伴内
  1. CIDER '73  –  (0:27)
  2. CIDER '73（オリジナル・カラオケ）  –  (0:29)
2月26日のレコーディング。ドラムはSAMURAIの原田裕臣、ピアノがザ・スパイダースの大野克夫、ベースがアラン・メリルという初顔の組み合わせ。コーラスは大瀧のファースト・アルバム『大瀧詠一』[注釈 1]でコーラスを担当したシンガーズ・スリー。大瀧にとっては、はっぴいえんど関係者が全く参加していない初めてのレコーディングだった。作詞は伊藤アキラだが、はっぴいえんどの時に多かった制作方法で文字数を“5・7 7・5”という風に数字で渡すという手法が使われた。更に詞の最初を“あ”音で初めて欲しいという要望を出したという。
3. CIDER '74 （1974年1月）  –  (1:00)
作詞 / 伊藤アキラ 作曲 / 多羅尾伴内
  1. CIDER '74  –  (0:29)
  2. CIDER '74（オリジナル・カラオケ）  –  (0:31)
4. CIDER '75 （1975年1月）  –  (0:56)
作詞 / 伊藤アキラ 作曲 / 多羅尾伴内
  1. CIDER '75  –  (0:28)
  2. CIDER '75（オリジナル・カラオケ）  –  (0:28)
バック演奏は、伊勢丹のCMソングとして使われる予定だった「どんな顔するかな」が未使用であった為、テンポを遅くしてバンジョーが追加収録されている。
5. CIDER '77 （1976年11月）  –  (1:01)
作詞 / 伊藤アキラ 作曲 / 多羅尾伴内
  1. CIDER '77  –  (0:30)
  2. CIDER '77（オリジナル・カラオケ）  –  (0:31)
6. CIDER '73 （ロング・バージョン）  –  (1:49)
作詞 / 伊藤アキラ 作曲 / 多羅尾伴内
7. CIDER '74 ニューソウル変〜メレンゲ辺 （1974年1月）  –  (0:51)
作詞 / 伊藤アキラ 作曲 / 多羅尾伴内
  1. CIDER '74 ニューソウル変  –  (0:24)
  2. CIDER '74 メレンゲ辺  –  (0:27)
8. CIDER '75 SAX編 （1975年1月）  –  (0:26)
作詞 / 伊藤アキラ 作曲 / 多羅尾伴内
9. CIDER '77 （ロング・バージョン） （1976年11月）  –  (1:02)
作詞 / 伊藤アキラ 作曲 / 多羅尾伴内
10. 若返り （1973年3月）  –  (0:32) *
  - 作詞 / 博報堂 作曲 / 多羅尾伴内
  - カー・ワックスの「リンレイ・ジャック」で男性コーラス・グループの“ブレッスン・フォー”と知り合い、彼らはその後、大滝のライブやレコーディングにも参加することになる。
11. アシ・アシ （1973年4月）  –  (0:38) *
  - 作詞 / 伊藤アキラ 作曲 / 多羅尾伴内
  - 「アシ・アシ」「Summer Lotion」とも資生堂のCM。両曲とも4月に上京した“ごまのはえ”の練習も兼ねてバックに起用されている。「アシ・アシ」は「サイダー'73 D-TYPE」の曲調を再使用したもの。マンドリンは、それまで一度も弾いたことがなかったという伊藤銀次。イントロだったので手が震えたという。また、ドラムは、この曲が大滝作品初登場だった上原裕。
12. Summer Lotion （1973年4月）  –  (0:59) *
  - 作詞 / 杉山登志 作曲 / 多羅尾伴内
  - 大瀧はジャン&ディーンのサウンドでエルヴィス・プレスリーが歌ったら、という発想で作曲したという。コーラスは“ごまのはえ”の伊藤とPOOH藤本。「大滝の歌声が不快」とのクライアントからの一言で一度オンエアーしただけで歌詞はそのままに瀬尾一三作曲、シュリークス歌唱に変わる。CM映像もシェリークス歌唱の物しか現存しない。
13. 丈夫な夫婦 （1973年5月）  –  (0:30) *
  - 作詞 / 電通 作曲 / 多羅尾伴内
  - 日立製作所・ポンパCMソング。「外はいい天気だよ」の続編で、クリス・モンテス調の曲を意識し、ピアノはその感じが出ているという。
14. コメッコ（のこいのこ） （1973年5月）  –  (0:40) *
  - 作詞 / 大阪博報堂 作曲 / 多羅尾伴内
  - グリコ・コメッコCMソング。1973年5月5日に大阪天王寺公園で行われた第3回『春一番』コンサート出演から帰ってきた“ごまのはえ”による演奏。コーラスの「パリッ・シャリッ」という荒っぽいコーラスもどきは、ちょうどリハーサル中だった布谷文夫のレコーディングの雰囲気が感じられるという。
15. ココナツ・コーン （1973年8月）  –  (0:28) *
  - 作詞 / 電通 作曲 / 多羅尾伴内
  - ブルボン・ココナツ・コーンCMソング。“ごまのはえ”というグループ名での最後のCM。このCMをきっかけに“ココナツ・バンク”に改められた。さらにこの時メンバー・チェンジが行われ、リード・ギターの伊藤がボーカル兼務。キーボードのPOOH藤本がベースに転向することになった。大瀧によれば、この頃からニュー・オーリンズ・タイプのリズム・パターンを重視したり、パーカッション多様の音作りを始めたという。バック・コーラスの“コーコーナツ”というリフは後に「ココナツ・ホリデー」に使われた。
16. ジーガム A TYPE〜B TYPE （1973年9月）  –  (1:28) *
作詞 / 村田洋子、伊藤アキラ 作曲 / 多羅尾伴内
  1. ジーガム A TYPE  –  (0:51)
  2. ジーガム B TYPE  –  (0:37)
三菱電機BCLラジオ「ジーガム」のCMソング。久々の大瀧による一人多重録音。大瀧のCMに初めてシュガー・ベイブが登場した作品。大瀧は48時間スタジオをキープし、その間ホテルで数時間仮眠をとってレコーディングを行い、当時のCMとしては破格のスタジオ料だったという。スティール・ギターは駒沢裕城、サックス隊を初めて使用。ニュー・オーリンズ色を強めていった時期の作品。
17. ドレッサー I〜II〜III  –  (2:42)
作詞 / 電通 作曲 / 多羅尾伴内
  1. ドレッサー I 15" （1974年4月）  –  (0:36) *
  2. ドレッサー I 30" （1974年4月）  –  (0:24)
  3. ドレッサー II （1974年10月）  –  (1:12)
  4. ドレッサー III （1976年6月）  –  (0:30)
花王ドレッサー
18. どんな顔するかな （1974年9月）  –  (0:28) *
作詞 / 博報堂 作曲 / 多羅尾伴内
伊勢丹
19. クリネックス・ティシュー （1975年4月）  –  (0:31)
  - 作詞 / 屋宣博 作曲 / 多羅尾伴内
  - クリネックスのCMソング。アルバム『NIAGARA MOON』[注釈 2]では未使用曲が数曲あり、その中の曲をCMに使用した曲。フル・サイズのインストゥルメンタル・バージョンは、2005年リリースの30周年盤『NIAGARA MOON』[注釈 3]に収録された。
20. ムーチュ （1975年10月）  –  (0:28) *
  - 作詞 / 大瀧詠一 作曲 / 多羅尾伴内
  - シチズンコスモトロンのCMソング（『NIAGARA MOON』収録の「いつも夢中」のアレンジ）。
21. タマゴのタンゴ （1977年4月）  –  (1:57) *
  - 作詞 / 佐々木克彦 作曲 / 多羅尾伴内
  - 旭化成のCMソング。バンドネオンは以前、「それはぼくぢゃないよ」に参加していた池田光夫。
22. スメランド （1977年4月）  –  (0:41) *
  - 作詞 / 電通 作曲 / 多羅尾伴内
  - 津村順天堂の芳香剤のCMソング。1977年のCMは「タマゴのタンゴ」とこの曲の2曲だけだった。
23. Good Day Nissui （1978年6月）  –  (0:57)
  - 作詞 / 伊藤アキラ 作曲 / 多羅尾伴内
  - 日本水産のCMソング。未使用
24. ハウス・プリン（大場久美子） （1979年1月）  –  (0:26) *
  - 作詞 / 伊藤アキラ 作曲 / 多羅尾伴内
  - 依頼されて大滝歌唱の別メロディーで録音して持参したが、ボツにされる。大滝歌唱の音源は30周年盤にデモとして収録された。その後、『青空のように』と同じ曲調の物にしたら採用された。大滝は年後、福生のスタジオではなく、外部の大きいスタジオで録音したと語っている。後にステレオミックスも発表されるが、ステレオミックスには大場の"プリン、プリン"が入っていない。なお、大場はこの録音直後、歌手廃業を宣言し、シングル「悲しみ貯金箱」を発表する1984年まで俳優業に専念する。
25. オシャレさん （1979年1月）  –  (0:32)
  - 作詞 / 博報堂 作曲 / 多羅尾伴内
  - 日立のオシャレ・セットのCMソング。この曲がミキサー吉田保との8年ぶりの再会だったという。
26. MG5 （1979年4月）  –  (0:19) *
  - 作詞 / 東急エージェンシー 作曲 / 多羅尾伴内
  - 資生堂MG5のCMソング。レコーディング・スタジオは、はっぴいえんど時代のモウリ・スタジオ。
27. 冷たく愛して（スクール・メイツ） （1979年12月）  –  (0:31)
  - 作詞 / 伊藤アキラ 作曲 / 多羅尾伴内
  - 永谷園ミルクセーキのCMソング。ベースは長岡道夫で以降、ナイアガラ・セッションの常連となった。
28. 大きいのが好き（EPO、シャネルズ） （1980年1月）  –  (0:34)
  - 作詞 / 伊藤アキラ 作曲 / 多羅尾伴内 編曲 / 村松邦男
  - サントリーのCMソング。
29. レモンのキッス （1980年2月）  –  (1:33)
作詞・作曲 / D MANNING 日本語詞 / みナみカズみ
  1. レモンのキッス（佐藤奈々子）  –  (0:58)
  2. レモンのキッス（アパッチ）  –  (0:35) *
サントリーレモンのCMソング。CM制作はいつものONアソシエイツではなく、PMP。そこの担当の推薦が佐藤奈々子だったが、「歌の“味”は分かるが“味”だけではダメ」というスポンサーの意見から、次にアパッチが歌うことになったという。
30. Big John A TYPE〜B TYPE （1980年3月）  –  (1:02)
作曲 / 多羅尾伴内
  1. Big John A TYPE  –  (0:30)
  2. Big John B TYPE  –  (0:32)
ビッグジョン・ジーンズのCMソング。歌詞は、敬愛するエルビス・プレスリーのヒット曲のタイトルを繋げたものだという。
31. Hankyu Summer Gift （1980年5月）  –  (1:02)
  - 作詞 / 伊藤アキラ 作曲 / 多羅尾伴内
  - 阪急百貨店の夏ギフトのCMソング。
32. 出前一丁 （1980年8月）  –  (0:30)
  - 作詞 / 伊藤アキラ、萬年社 作曲 / 多羅尾伴内
  - 日清食品のCMソング。サビの「あーらよ」の部分はキダ・タローの作曲。
33. 大関 （1980年10月）  –  (0:30)
作詞 / 伊藤アキラ、電通 作曲 / 多羅尾伴内
34. UFO（広谷順子） （1981年1月）  –  (0:30)
  - 作詞 / 伊藤アキラ 作曲 / 多羅尾伴内 編曲 / 村松邦男
  - 日清食品・UFOのCMソング。
35. Marui Sports （1981年2月）  –  (0:09)
  - 作詞 / 仲畑貴志 作曲 / 多羅尾伴内
  - 丸井スポーツ館内で流れるということで依頼があり、多重録音コーラスをフィーチャーした作品。以前レコード化されたのは笛吹銅次ミックス・バージョンだったが、本作には吉田保によるミックス・バージョンが収録されている。
36. 悲しきWalkman '81 （1981年3月）  –  (0:37)
  - 作詞 / 旭通信社 作曲 / 多羅尾伴内
  - ソニー・ウォークマン IIのCMソング。大瀧によれば、単に“WALK”からフォー・シーズンズ「Walk Like a Man」を基調にして作られたが予想通りボツになったので「悲しきWalkman '81」となったという。この曲も、吉田保ミックス・バージョンで収録された。
37. Lemon Shower（須藤薫） （1981年6月）  –  (0:40)
  - 作詞 / 糸井重里 作曲 / 多羅尾伴内
  - 明治製菓のCMソング。30秒内で2小節ずつ変化する“組曲”で作られた。
38. 風立ちぬ（松田聖子） （1981年8月）  –  (0:45)
  - 作詞 / 松本隆 作曲 / 多羅尾伴内
  - グリコ・ポッキーのCM。このCMバージョンはシングルとは別なオケとボーカル。シングル・バージョンはこの数日後にレコーディングされた。
39. A面で恋をして （1981年9月）  –  (0:29)
  - 作詞 / 松本隆 作曲 / 多羅尾伴内
  - 資生堂1981年冬のキャンペーンCM。オンエアー直後、モデルと政治家のスキャンダルが発覚し、約2週間ほどでTVCMが自粛となった作品。CM用のカラオケとボーカルで、サビのメロディーはシングル・バージョンと歌い方が違っている。
40. CIDER '83 （1983年2月）  –  (0:29)
  - 作詞 / 伊藤アキラ 作曲 / 多羅尾伴内
  - 2月からアルバム『EACH TIME』のレコーディングが開始され、「レイクサイド ストーリー」のセッション終了後にこの「サイダー'83」がレコーディングされた。「サイダー'73」から丁度10年後なので是非CMをやらせていただきたいと懇願し、ONアソシエイツの制作で実現に至った。純粋な30秒タイプのCMソングとしては最後の作品。
41. CM Special Vol.2 （1982年）  –  (1:13)
  - 作詞・作曲 / 大瀧詠一
  - 今までの大瀧のCM作品のタイトルを並べた大瀧お得意の“折込みソング”で、「おもい」「夜明け前の浜辺」に続くファルセット・シリーズの第3弾として作られた、アルバムのために制作された「CMスペシャル Vol.2のテーマ」。ドラムはつのだひろ。曲中で“VOLUME TWO”と叫んでいる女性たちは、都内の英語スクールの指導員。

*MONO

## クレジット
- COVER DESIGN BY 中山秦 RICHIE YOUNG STUDIO

## リリース履歴
| #  | 発売日        | リリース                                    | 規格                   | 品番                        | 備考 |
| -- | ------------- | ------------------------------------------- | ---------------------- | --------------------------- | --- |
| 1  | 1977年3月25日 | ナイアガラ ⁄ コロムビア                     | LP                     | LZ-7005-E (NGLP-509,510-CM) | - 『NIAGARA CM SPECIAL Vol.1』 - ライナーに多羅尾伴内の解説付き。また、歌詞かあども付いている。 |
| 2  | 1981年4月1日  | ナイアガラ ⁄ CBSソニー                      | LP                     | 23AH 1244 (NGLP-509,510-CM) | - 『NIAGARA CM SPECIAL Vol.1 2nd Issue』 - イエロー・レーベルに変更。25cm盤になり、解説と歌詞かあどが省略される。また、新曲追加、差し替えなどがあり、“2nd Issue”となる。                                                       |
| 3  | 1981年4月1日  | ナイアガラ ⁄ CBSソニー                      | CT                     | 23KH 964                    | 『NIAGARA CM SPECIAL Vol.1 2nd Issue』 |
| 4  | 1981年12月2日 | ナイアガラ ⁄ CBSソニー                      | LP                     | 00AH 1385 (NGLP-509,510-CM) | - 『NIAGARA CM SPECIAL Vol.1 2nd Issue』 - 『NIAGARA VOX』(9LP:00AH 1381~9)の中の一枚。 |
| 5  | 1982年10月1日 | ナイアガラ ⁄ CBSソニー                      | - LP - CT              | 15AH 1515 (NGLP-537,538-CM) | - 『NIAGARA CM SPECIAL Vol.2』 - 30センチ45回転盤。 |
| 6  | 1982年10月1日 | ナイアガラ ⁄ CBSソニー                      | CT                     | 15KH 1217                   | 『NIAGARA CM SPECIAL Vol.2』 |
| 7  | 1983年11月1日 | ナイアガラ ⁄ CBSソニー                      | CD                     | 35DH 28 (NGCD-10-CM)        | - 『NIAGARA CM SPECIAL Special Issue』 - CD用に『Vol.1』『Vol.2』を再編集したもの。「Cider'83」が加えられたほか、ヴァージョン違いに差しかわっている曲がある。初回盤にはアーティスト番号なし。                                  |
| 8  | 1986年6月1日  | ナイアガラ ⁄ CBSソニー                      | CD                     | 00DH 408 (NGCD-15-CM)       | - 『NIAGARA CM SPECIAL Vol.1 2nd Issue』 - 『NIAGARA CD BOOK I』(8CD:00DH 401~8)の中の一枚。23AH 1244のCD化。単独発売なし。 |
| 9  | 1995年3月24日 | ナイアガラ ⁄ ソニー                         | CD                     | SRCL 3215 (NGCD-0-OM)       | - 『NIAGARA CM SPECIAL』 - タイトル変更。ジャケットが『Vol.1』と同じになる。大滝詠一による新ライナーが入る。『Special Issue』とは曲順、収録内容が多少異なる。レーベルが赤になり、“SPECIAL EDITION”の外袋ステッカーが貼られる。 |
| 10 | 2007年3月21日 | ナイアガラ ⁄ ソニー                         | CD                     | SRCL 5007                   | - 『NIAGARA CM SPECIAL Vol.1 3rd Issue 30th Anniversary Edition』 - タイトル変更。笛吹銅次による2007年リマスター音源。“Rarities”14曲、“Fussa Demo”8曲を含む70曲収録。                                                          |
| 11 | 2011年3月21日 | ナイアガラ ⁄ ソニー                         | CD                     | SRCL 7504                   | - 『NIAGARA CM SPECIAL Vol.1』 - 『NIAGARA CD BOOK I』(12CD:SRCL 7500~11)の中の一枚、新規リマスター音源。 |
| 12 | 2014年3月19日 | ナイアガラ ⁄ ソニー                         | デジタル・ダウンロード | –                           | - 『NIAGARA CM SPECIAL Vol.1』 - 通常音質（全34曲：AAC 128/320kbps） |
| 13 | 2015年3月21日 | ナイアガラ ⁄ ソニー・ミュージックレーベルズ | CD                     | SRCL 8704                   | - 『NIAGARA CM SPECIAL Vol.2』 - 『NIAGARA CD BOOK II』(12CD:SRCL 8700~11)の中の一枚、アナログ盤の内容をリイシュー。初CD化。                                                                                                   |